# ジェフリー・サイモン

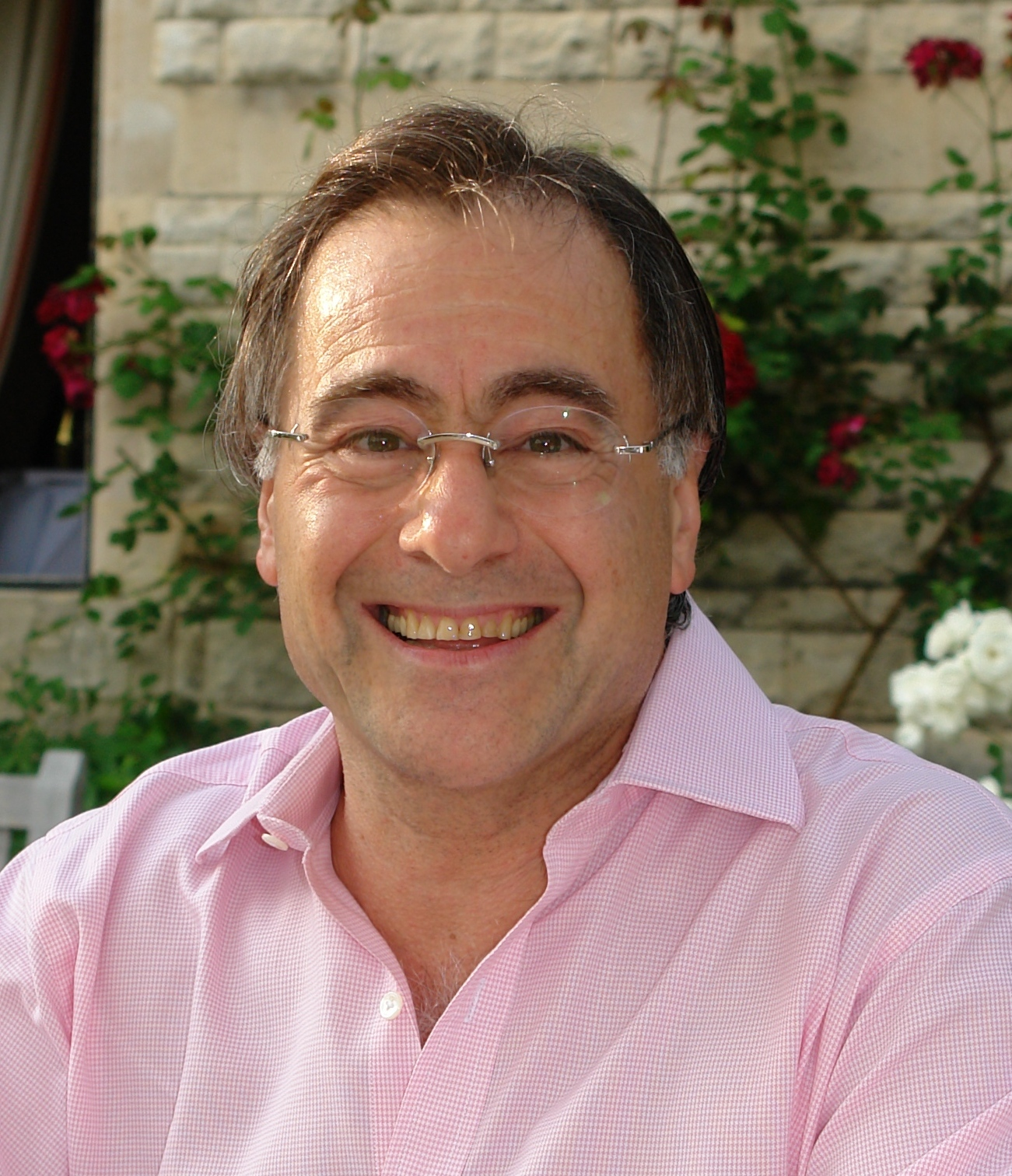
ジェフリー・サイモン

ジェフリー・サイモン（Geoffrey Simon, 1946年7月3日 - ）は、オーストラリア出身の指揮者。

## 略歴
アデレードに生まれ、メルボルン大学でピアノを専攻する。1968年にアメリカに渡り、ジュリアード音楽院でチェロを学ぶ。さらにインディアナ大学でヤーノシュ・シュタルケルに師事する傍ら、1969年に同地でブルーミントン交響楽団の音楽監督となる。1973年からイギリスでさらに指揮法を修め、ボーンマス交響楽団をはじめ各地のオーケストラと協演する。1974年にはジョン･プレイヤー国際指揮者コンクールで入賞する（優勝者はサイモン・ラトル）。1978年にアメリカに戻りウィスコンシン大学、北テキサス大学の教授を歴任、その後1986年から1988年までオールバニー交響楽団、1992年から1996年までサクラメント・フィルハーモニー管弦楽団の音楽監督を務める。1997年にはシアトルのアマチュア・オーケストラであるノースウェスト・マーラー・フェスティヴァル管弦楽団の指揮者兼顧問に就任する。またロンドンで自らCALAレーベルを創設し、レオポルド・ストコフスキーの復刻版や大作曲家の珍しい作品ばかりの録音を世に出して話題となる。現在はイギリスに在住し、レオポルド・ストコフスキー協会の会長でもある。